# Михалкино (Новоржевський район)
Михалкино (рос. Михалкино) — присілок в Новоржевському районі Псковської області Російської Федерації.
Населення становить 41 особу. Входить до складу муніципального утворення Новоржевська волость.

## Історія
Від 2015 року входить до складу муніципального утворення Новоржевська волость.

## Населення
| 2001 | 2002 | 2010 |
| ---- | ---- | ---- |
| 86   | ↘79  | ↘41  |